# Toninho on the Rocks
Toninho on The Rocks é uma telenovela brasileira de Teixeira Filho, com a direção de Lima Duarte, exibida pela Tupi, no horário das 20h00, de 24 de setembro a 31 de dezembro de 1970.
A Tupi pretendia renovar com esse lançamento; falava-se numa nova Beto Rockfeller, mas as condições e a equipe não eram as mesmas.
Dos 106 capítulos originalmente exibidos, apenas 1 foi preservado, estando sob a guarda da Cinemateca Brasileira.

## Sinopse
Toninho é um jovem órfão que de mãe, foi esquecido pelo pai e criado pelos tios, com muito dinheiro e pouco amor. Ao deixar o internato, vai com sua moto em busca do pai. A chegada de Toninho abala as estruturas da pequena cidade de Santa Cecília das Rochas, gerando muitos conflitos por sua roupa extravagante e longos cabelos.
Ele acaba apaixonado pela doce Anita, filha do coronel Bráulio, uma universitária que vem do Rio de Janeiro para curar-se de uma doença que os médicos não reconhecem.

## Elenco[3]
| Ator/Atriz             | Personagem         |
| ---------------------- | ------------------ |
| Antônio Marcos         | Toninho            |
| Débora Duarte          | Anita              |
| Rosana Tapajós         | Luciana            |
| Raul Cortez            | Padre Lírio        |
| Isabel Ribeiro         | Maridélia          |
| Jayme Barcellos        | Coronel Bráulio    |
| Suely Franco           | Adiê               |
| Ana Rosa               | Alice              |
| Dirce Migliaccio       | Amália             |
| Silvana Lopes          | Emília             |
| Castro Gonzaga         | Pedro de Alcântara |
| Cristina Martinez      | Clara              |
| Pedro Paulo Rangel     | Gregório (Grego)   |
| Vanda Moreno           | Joaninha           |
| Henrique Martins       | Salvador           |
| Marilu Martinelli      | Irmã Tereza        |
| Carlos Koppa           | Irineu             |
| Graça Mello            | Asdrúbal           |
| Cláudia Mello          | Dirce              |
| Wladimir Nikolaief     | Bento              |
| Chico Martins          |                    |
| Marina Freire          |                    |
| Eleonor Bruno          |                    |
| Márcia Rosa            |                    |
| Luiz Serra             |                    |
| Jonas Bloch            | Dias               |
| Lygia de Freitas Valle |                    |
| Carlos Louzada         |                    |
| Roberto Miranda        |                    |
| Ana Lutécia            |                    |
| Adolfina Silva         |                    |
| Léo Stinghem           |                    |
| Hugo Duarte            |                    |
| Alexandre Sandrini     |                    |

## Trilha sonora
O álbum da trilha sonora da telenovela Toninho on the Rocks foi lançada pela gravadora Fermata do Brasil em 1970, inclui 12 músicas cantados em inglês.
Lista de faixas
| Lado A |                                               |                                                                                 |                 |         |  |
| N.º    | Título                                        | Compositor(es)                                                                  | Intérprete(s)   | Duração |  |
| 1.     | "Tema de Amor (Far From The Maddening Crowd)" | Rhett Davies                                                                    | Manzanilla      | 2:58    |  |
| 2.     | "I Wanna Cry"                                 | Fred Perry                                                                      | The New Life    | 2:16    |  |
| 3.     | "Suddenly There's A Valley"                   | Biff Jones Chuck Meyer                                                          | Derek Christien | 2:31    |  |
| 4.     | "Don't Lay Your Funky Trip on Me"             | B.B. Dickerson Charles Miller Harold Brown Howard Scott Lee Oskar Lonnie Jordan | Señor Soul      | 2:53    |  |
| 5.     | "I Don't Need No Doctor"                      | Johnny Apollo Steve Hubert                                                      | Johnny Apollo   | 2:21    |  |
| 6.     | "For What It's Worth"                         | Stephen Stills                                                                  | Fresh Air       | 2:30    |  |

| Lado B |                                                             |                |                     |         |  |
| N.º    | Título                                                      | Compositor(es) | Intérprete(s)       | Duração |  |
| 7.     | "Take Care of my Brother"                                   | Art Podell     | Browning            | 2:37    |  |
| 8.     | "Looking For You"                                           | Arthur Sharp   | The Nashville Teens | 2:20    |  |
| 9.     | "The Path Is Hard To Follow"                                | Johnny Arthey  | Bennett and Evans   | 2:31    |  |
| 10.    | "Magic Touch"                                               | Ted Daryll     | The Triangle        | 2:46    |  |
| 11.    | "Society (For The Prevention Of Cruelty To People In Love)" | Mo Rodgers     | Bobby Freeman       | 2:25    |  |
| 12.    | "Simpathy" (Tema de abertura)                               | Rare Bird      | Zenith              | 2:40    |  |